# Guido Mussini
Guido Mussini (Tromello, 19 novembre 1894 – 13 dicembre 1957) è stato un politico italiano, eletto nella I legislatura della Repubblica Italiana alla Camera.

## Biografia
Laureato in giurisprudenza, avvocato. Impegnato in politica con la Democrazia Cristiana, nel 1948 venne eletto alla Camera dei deputati nella I legislatura della Repubblica Italiana nella circoscrizione Milano-Pavia. In quegli anni ebbe frequenti rapporti e uno scambio epistolare con Enrico Mattei, fondatore dell'Eni. Concluse il proprio mandato parlamentare nel 1953.
Morì il 13 dicembre 1957, all'età di 63 anni.